# Теличкина, Валентина Ивановна
Валенти́на Ива́новна Тели́чкина (род. 10 января 1945, село Красное, Арзамасский район, Горьковская область, РСФСР, СССР) — советская и российская киноактриса и художница. Народная артистка Российской Федерации (2009). Лауреат премии Ленинского комсомола (1976) и Государственной премии РСФСР имени братьев Васильевых (1985).

## Биография
Валентина Теличкина родилась 10 января 1945 года (в день сорокалетнего юбилея своей матери)  в селе Красном Арзамасского района Горьковской области (ныне — Нижегородская область) в многодетной семье бывшего раскулаченного крестьянина, став седьмым, младшим ребёнком своих родителей. Отец — Иван Фёдорович Теличкин, мать — Татьяна Дмитриевна Теличкина. Отец был известным мастером по валянию валенок, у него даже было именное золотое клеймо — своеобразный знак качества. В 1930-е годы Ивана Теличкина раскулачили, а затем приговорили к расстрелу. У семьи Теличкиных отобрали дом и всё имущество. Татьяну Дмитриевну с пятью детьми спас родственник, юрист по образованию, подсказавший, как избежать высылки — развестись с супругом, что она и сделала, поселившись с детьми у своей матери. Сестре Ивана удалось спасти его от расстрела: она продала все семейные драгоценности и выкупила брата. Позднее его посадили в тюрьму по ложному обвинению за то, что он покрыл крышу дома железом, и снова конфисковали имущество. Отбывая срок, Иван Фёдорович надорвал здоровье, но после освобождения соблюдал осторожность, не ругал власть, и начал жизнь практически с нуля — работал слесарем, построил новый дом. Мама работала продавцом.
У Валентины с отцом всю жизнь существовала внутренняя связь. Именно тогда она впитала в себя то, что в будущем воплотила в образах своих героинь — безмерность доброты и сострадания, умение брать на себя боль другого.
Валентина с раннего детства начала проявлять свой артистический талант, в средней школе принимала активное участие в художественной самодеятельности, играла на гитаре в струнном оркестре. После окончания школы она поехала в Москву и сразу поступила во ВГИК, в мастерскую Владимира Белокурова, где училась с 1963 по 1967 год.
С 1969 года состоит в труппе Театра-студии киноактёра (ныне — Мастерская «12» Никиты Михалкова).
В кино Валентина Теличкина дебютировала после второго курса института, в 1965 году, снявшись в небольшой роли Даши в фильме «Таёжный десант» режиссёров Владимира Краснопольского и Валерия Ускова. В 1967 году она снялась в фильме Сергея Герасимова «Журналист». Свою роль в этой картине Теличкина стала считать главной в жизни, так как она «открыла ей дорогу в мир кино».
После этого Валентина Ивановна сыграла в советском кинематографе множество ролей. Героини актрисы — живые и непосредственные женщины. Актрису называли «иконой стиля». С 1969 года Валентина Теличкина является членом Союза кинематографистов СССР.
В начале 1990-х годов актриса осталась без работы, у неё началась депрессия. Для выздоровления доктор предложил ей заняться тем, что нравится. Выяснилось, что ей нравится рисовать. В результате живопись помогла ей выйти из депрессии. «Подарком судьбы» актриса считает роль Марьи Васильевны в драме о женских судьбах военного и послевоенного поколений режиссёра Льва Кулиджанова «Незабудки» (1994). Валентина Ивановна долго отказывалась сниматься в телесериалах, но, прочитав сценарий Алексея Сидорова для сериала «Бригада» (2002), согласилась принять в нём участие.
В фильмографии Валентины Теличкиной — более шестидесяти картин. Своё творческое вдохновение она черпает из произведений литературы. Это — классика и богословская литература. Ей близки Иван Ильин, Феофан Затворник, Иоанн Кронштадтский, Серафим Саровский, Андрей Кураев.
1 декабря 2010 года в Центральном Доме кино в Москве Валентина Теличкина открыла выставку своих живописных картин под названием «Мирная территория». Персональная выставка актрисы была организована в рамках Международного фестиваля религиозных кинофильмов и телепрограмм «Радонеж», членом жюри которого она является. 23 ноября 2011 года Валентина Теличкина открыла в Липецком областном краеведческом музее очередную выставку своих картин «Мой ландриновый рай», проходящую в рамках кинофестиваля «Липецкий выбор—2011». Необычное название выставки — «родом из детства»: в детстве её любимым сортом конфет были ландриновые — леденцы типа монпансье.
Актриса живёт и работает в Москве.

### Семья
- Отец — Иван Фёдорович Теличкин (1899—1975)[5][8].
- мать — Татьяна Дмитриевна (1905—1987)[5][8].
- муж — Владимир Николаевич Гудков (скончался в 2021 году) [18], архитектор. Поженились в 1980 году[5][6][8].
  - сын — Иван (род. 1979)[16], выпускник МГИМО[5][8].
    - внуки — Николай (род. 2014), Анна, Федор.

### Личные убеждения
Валентина Теличкина является воцерковленным человеком и считает, что вера помогает преодолевать все трудности в жизни.

## Общественная позиция
11 марта 2014 года Теличкина поддержала аннексию Крыма Россией, подписала письмо президенту России Владимиру Путину в поддержку аннексии Крыма.
С ноября 2017 года Теличкина находится в украинской базе «Миротворец».

## Творчество

### Фильмография
| Год  |     | Название                                          | Роль                                                                       |
| ---- | --- | ------------------------------------------------- | -------------------------------------------------------------------------- |
| 1965 | ф   | Таёжный десант                                    | Даша, невеста Кеши                                                         |
| 1967 | ф   | Журналист                                         | Валя Королькова, курьерша и машинистка редакции                            |
| 1967 | ф   | Три дня Виктора Чернышёва                         | Мила                                                                       |
| 1967 | ф   | Осенние свадьбы                                   | Наташа                                                                     |
| 1968 | ф   | Первая девушка                                    | Саня Ермакова, комсомолка                                                  |
| 1968 | ф   | Необыкновенная выставка                           | Глафира Огурцова                                                           |
| 1968 | ф   | Зигзаг удачи                                      | Оля, кассирша-контролёр в сберкассе, невеста Орешникова                    |
| 1969 | ф   | Золотые ворота                                    | Мадонна                                                                    |
| 1969 | ф   | У озера                                           | Валя Королькова, журналистка                                               |
| 1970 | ф   | Начало                                            | Валя, подруга Паши Строгановой                                             |
| 1970 | ф   | Счастье Анны                                      | Анна Дронова                                                               |
| 1970 | ф   | Чайка                                             | Маша Шамраева                                                              |
| 1972 | ф   | Синие зайцы, или Музыкальное путешествие          | прекрасная женщина, учёный                                                 |
| 1972 | ф   | Стоянка поезда — две минуты                       | Алёна, медсестра                                                           |
| 1973 | кор | Капитан                                           | мать Дениса Кораблёва                                                      |
| 1974 | ф   | Одиножды один                                     | Нина Каретникова                                                           |
| 1974 | ф   | Первое и второе                                   | мама                                                                       |
| 1975 | ф   | Потому что люблю                                  | Елена Муравьёва                                                            |
| 1975 | ф   | Не может быть! (новелла «Свадебное происшествие») | Катерина, невеста Володи Завитушкина                                       |
| 1975 | ф   | У самого Чёрного моря                             | Светлана                                                                   |
| 1976 | ф   | Встретимся у фонтана                              | Люба, парикмахерша-модельер                                                |
| 1976 | ф   | По секрету всему свету                            | Ася, мать Дениса Кораблёва                                                 |
| 1977 | ф   | Трясина                                           | Нина, невеста Степана                                                      |
| 1978 | ф   | Здравствуй, река!                                 | мать Стёпки                                                                |
| 1978 | ф   | Пятое время года                                  | Екатерина Баркалина                                                        |
| 1978 | ф   | Пять вечеров                                      | Зоя, продавщица из бакалеи                                                 |
| 1979 | ф   | Впервые замужем                                   | Галина Борисовна, подруга Антонины Васильевны Болотниковой                 |
| 1979 | ф   | Добряки                                           | Надежда Павловна, управляющая делами института                             |
| 1980 | кор | Зигзаг                                            | жена                                                                       |
| 1981 | ф   | Портрет жены художника                            | Нина, преподавательница педагогического техникума                          |
| 1981 | ф   | Наше призвание                                    | Клара Петровна Кашкина («Кларпетка»), учительница естествознания           |
| 1981 | ф   | Факты минувшего дня                               | Варвара Кряквина                                                           |
| 1982 | ф   | Безумный день инженера Баркасова                  | Анюта, няня Бориса                                                         |
| 1982 | ф   | Васса                                             | Анна Васильевна Оношёнкова, секретарь и наперсница Вассы                   |
| 1984 | ф   | Сильная личность из 2 «А»                         | Зинаида, учительница                                                       |
| 1985 | ф   | Мужчины и все остальные                           | Нина Мефодиевна Кобахидзе                                                  |
| 1985 | ф   | Сестра моя, Люся                                  | снималась                                                                  |
| 1986 | ф   | По главной улице с оркестром                      | Женя, жена Игоря                                                           |
| 1986 | ф   | Была не была                                      | Зоя Андреевна, завуч школы                                                 |
| 1986 | ф   | Я — вожатый форпоста                              | Клара Петровна Кашкина («Кларпетка»), учительница естествознания           |
| 1987 | ф   | Ловкачи                                           | Василиса Андреевна Метель, диспетчер железнодорожной станции, жена Николая |
| 1987 | ф   | Забавы молодых                                    | Нина Васильевна Бобылёва, мать Светланы                                    |
| 1987 | ф   | Где находится нофелет?                            | незнакомка                                                                 |
| 1987 | ф   | Человек свиты                                     | Вика                                                                       |
| 1989 | ф   | Праздник ожидания праздника                       | Валентина, жена Сурена                                                     |
| 1990 | ф   | Песнь, наводящая ужас                             | Зинаида                                                                    |
| 1990 | ф   | Сделано в СССР                                    | Рита Артемьевна, завуч школы                                               |
| 1991 | ф   | Отдушина                                          | Алевтина Нестерова, поэтесса                                               |
| 1991 | ф   | След медведя (Живодёр)                            | Наталья                                                                    |
| 1992 | ф   | Менялы                                            | Зоя Александровна                                                          |
| 1994 | ф   | Незабудки                                         | Марья Васильевна, мать Володи                                              |
| 1997 | ф   | Волшебный портрет                                 | мать Ивана                                                                 |
| 1998 | ф   | Классик                                           | Ирина                                                                      |
| 1998 | ф   | Незнакомое оружие, или Крестоносец 2              | жена генерала                                                              |
| 1999 | ф   | Кадриль                                           | Валя Арефьева                                                              |
| 2002 | с   | Бригада                                           | Татьяна Николаевна Белова, мать Саши Белова                                |
| 2004 | ф   | О любви в любую погоду                            | судья                                                                      |
| 2005 | с   | Есенин                                            | Татьяна Фёдоровна Титова, мать Сергея Есенина                              |
| 2006 | ф   | Кто приходит в зимний вечер                       | Галина                                                                     |
| 2006 | с   | Большие девочки                                   | Маргарита Робертовна Кречетова                                             |
| 2008 | с   | Гаишники                                          | Ольга Николаевна, мать Сергея Лаврова                                      |
| 2008 | с   | Почтальон                                         | Полина Семёновна                                                           |
| 2009 | ф   | Гоголь. Ближайший                                 | Мария Ивановна Гоголь-Яновская, мать Н. В. Гоголя                          |
| 2009 | с   | Огни большого города                              | Мария Звонарёва, жена Павла                                                |
| 2011 | с   | Группа счастья                                    | Анна Ивановна Краснова                                                     |
| 2013 | с   | Любовь — не картошка                              | Паня                                                                       |
| 2013 | ф   | Тётушки                                           | тётушка Люба                                                               |
| 2013 | с   | Третья мировая                                    | Зинаида (в зрелом возрасте)                                                |
| 2014 | с   | Домик у реки                                      | Ольга Ивановна, мать Анны                                                  |
| 2014 | с   | Чужое                                             | Ирина Петровна, мать Екатерины и Сергея Колосовых                          |
| 2017 | ф   | Большой                                           | Людмила Сергеевна Унтилова, директор хореографического училища             |
| 2018 | с   | Журавль в небе                                    | бабушка Аси                                                                |
| 2020 | ф   | Два силуэта на закате солнца                      | Ольга Ивановна Соколовская, бабушка Инги                                   |
| 2022 | ф   | Огород                                            | Зоя                                                                        |

### Документальные фильмы
- «Валентина Теличкина. „Начать с нуля“» («ТВ Центр», 2014)[22]
- «Валентина Теличкина. „Нефертити из провинции“» («Первый канал», 2015)[23][24]

## Признание
Государственные награды:
- 1976 — почётное звание «Заслуженный артист РСФСР» — за заслуги в области советского киноискусства[25]
- 1976 — лауреат Премии Ленинского комсомола в области искусства — за создание образов современников в кино.
- 1985 — лауреат Государственной премии РСФСР имени братьев Васильевых — за исполнение роли Анны Оношёнковой в фильме «Васса».
- 2009 — почётное звание «Народный артист Российской Федерации» — за большие заслуги в области кинематографического искусства[3].

Общественные награды:
- 2025 — «За значительный вклад в развитие киноискусства» (награда международного кинофестиваля «Евразия-Кинофест»)[26]